# 앙리르네 르노르망

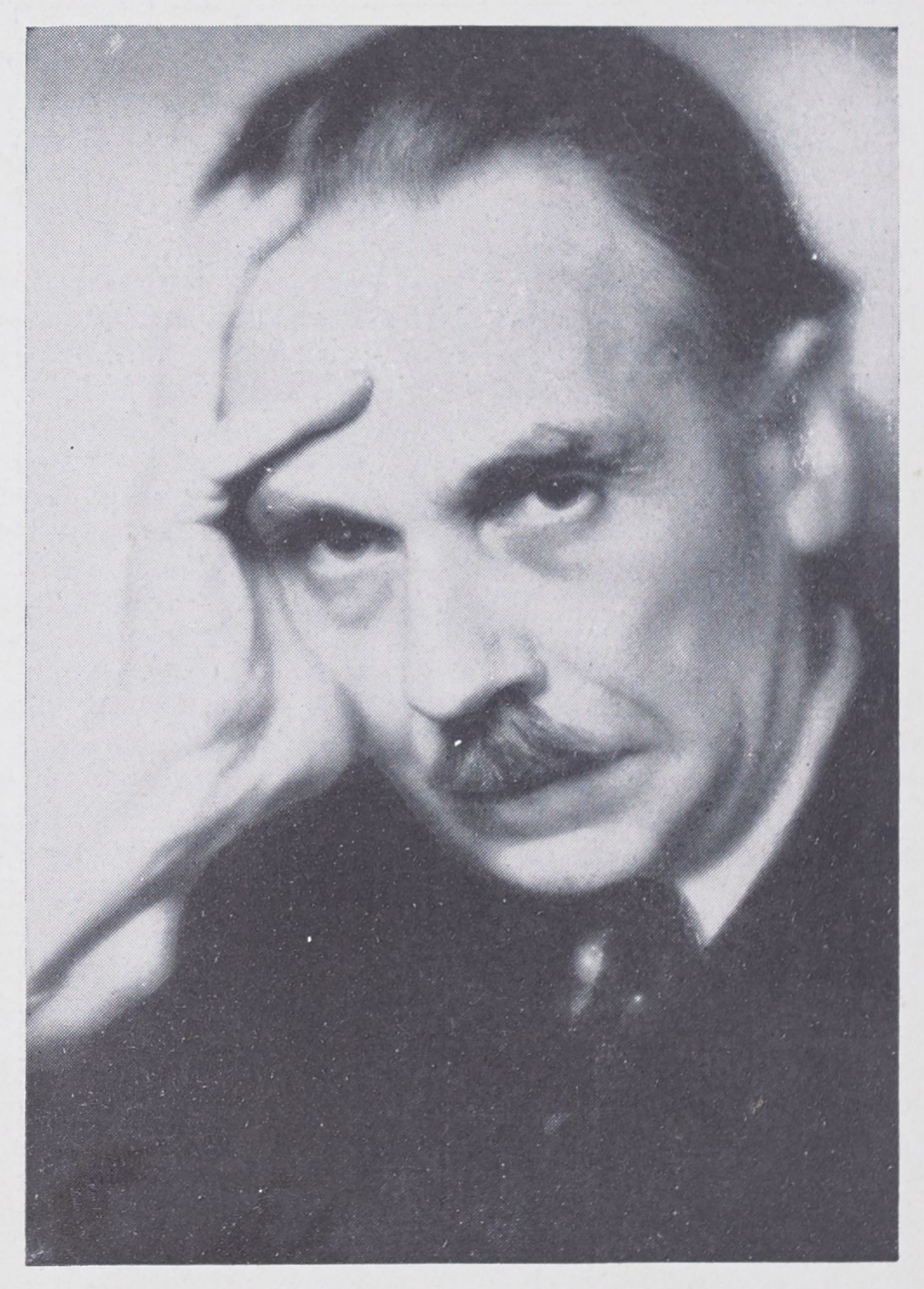

앙리르네 르노르망(Henri-René Lenormand, 1882년 5월 3일 ~ 1951년 2월 16일)은 프랑스의 극작가다.
작곡가의 아들로 파리에서 태어났다. 제1차 세계대전 전부터 시·소설을 쓰고 도스토옙스키의 작품을 각색하고 그 밖에 몇 개의 희곡을 발표했으나, 성공을 얻은 것은 1919년 피토에프에 의해 상연된 <세월은 꿈> 이후의 일이었다. 이어 <낙오자의 무리> <꿈을 먹는 것> 등 심층 심리를 파헤치고 사람의 마음 구석에 있는 격렬한 마음의 투쟁을 그려냈다.